# Liste des monuments historiques de l'arrondissement de Vire
Cette liste regroupe une partie des monuments historiques du Calvados.
- Haut – A
- B
- C
- D
- E
- F
- G
- H
- I
- J
- K
- L
- M
- N
- O
- P
- Q
- R
- S
- T
- U
- V
- W
- X
- Y
- Z

## Liste
| Monument                                                       | Commune                                      | Adresse                 | Coordonnées                        | Notice         | Protection     | Date      | Illustration                                                   |
| -------------------------------------------------------------- | -------------------------------------------- | ----------------------- | ---------------------------------- | -------------- | -------------- | --------- | -------------------------------------------------------------- |
| Église Saint-Étienne                                           | Beaumesnil                                   |                         | 48° 53′ 41″ nord, 0° 59′ 02″ ouest | « PA00111073 » | Inscrit        | 1964      | Église Saint-Étienne                                           |
| Château de la Rochelle                                         | Bernières-le-Patry                           |                         | 48° 49′ 10″ nord, 0° 45′ 10″ ouest | « PA14000053 » | Inscrit        | 2005      | Image manquante Téléverser                                     |
| Église Notre-Dame                                              | Burcy                                        |                         | 48° 52′ 02″ nord, 0° 48′ 11″ ouest | « PA00111122 » | Classé         | 1921      | Église Notre-Dame                                              |
| Château d'Aubigny                                              | Cahagnes                                     |                         | 49° 03′ 52″ nord, 0° 47′ 38″ ouest | « PA00111197 » | Inscrit        | 1974      | Image manquante Téléverser                                     |
| Église de la Nativité-de-Notre-Dame                            | Cahagnes                                     |                         | 49° 03′ 58″ nord, 0° 46′ 02″ ouest | « PA14000088 » | Inscrit        | 2010      | Église de la Nativité-de-Notre-Dame                            |
| Maison de la Grande-Rue à Condé-sur-Noireau (détruite en 1944) | Condé-sur-Noireau                            | Grande-Rue              | à géolocaliser                     | « PA00111242 » | Inscrit        | 1929      | Maison de la Grande-Rue à Condé-sur-Noireau (détruite en 1944) |
| Maison Galland-Duclos                                          | Condé-sur-Noireau                            | 23 rue Dumont-d'Urville | 48° 51′ 08″ nord, 0° 33′ 05″ ouest | « PA14000001 » | Classé         | 1996      | Maison Galland-Duclos                                          |
| Église Saint-Gilles                                            | Coulonces                                    |                         | 48° 52′ 28″ nord, 0° 54′ 52″ ouest | « PA00111245 » | Inscrit        | 1927      | Église Saint-Gilles                                            |
| Église Notre-Dame                                              | Courson                                      |                         | 48° 51′ 15″ nord, 1° 04′ 51″ ouest | « PA00111250 » | Inscrit Classé | 1928 1973 | Église Notre-Dame                                              |
| Chapelle funéraire des Longaunay                               | Dampierre                                    |                         | 49° 02′ 36″ nord, 0° 52′ 02″ ouest | « PA14000089 » | Inscrit        | 2010      | Chapelle funéraire des Longaunay                               |
| Château de Dampierre                                           | Dampierre                                    |                         | 49° 02′ 21″ nord, 0° 51′ 49″ ouest | « PA00111277 » | Inscrit Classé | 1928 2000 | Château de Dampierre                                           |
| Église Notre-Dame                                              | La Graverie                                  |                         | 48° 53′ 35″ nord, 0° 52′ 55″ ouest | « PA00111377 » | Inscrit        | 1928      | Église Notre-Dame                                              |
| Pierre Dialan                                                  | Jurques                                      | Le Bois du Nid du Chien | 48° 59′ 58″ nord, 0° 44′ 15″ ouest | « PA00111461 » | Classé         | 1889      | Pierre Dialan                                                  |
| Église Saint-Pierre                                            | Landelles-et-Coupigny                        |                         | 48° 53′ 13″ nord, 0° 59′ 52″ ouest | « PA00111463 » | Inscrit        | 1928      | Église Saint-Pierre                                            |
| Pupitre de Maisoncelles-la-Jourdan                             | Maisoncelles-la-Jourdan                      |                         | 48° 48′ 01″ nord, 0° 51′ 01″ ouest | « PA00111517 » | Inscrit        | 1928      | Pupitre de Maisoncelles-la-Jourdan                             |
| Croix de chemin                                                | Malloué                                      |                         | 48° 56′ 27″ nord, 0° 57′ 28″ ouest | « PA00111519 » | Inscrit        | 1970      | Croix de chemin                                                |
| Croix de cimetière                                             | Malloué                                      |                         | 48° 56′ 20″ nord, 0° 57′ 35″ ouest | « PA00111520 » | Inscrit        | 1970      | Croix de cimetière                                             |
| Église Notre-Dame                                              | Malloué                                      |                         | 48° 56′ 20″ nord, 0° 57′ 35″ ouest | « PA00111521 » | Inscrit        | 1970      | Église Notre-Dame                                              |
| Église Saint-Pierre                                            | Le Mesnil-Caussois                           |                         | 48° 51′ 16″ nord, 1° 01′ 00″ ouest | « PA00111534 » | Inscrit        | 1973      | Église Saint-Pierre                                            |
| Église Saint-Martin                                            | Mesnil-Clinchamps                            |                         | 48° 51′ 08″ nord, 0° 59′ 28″ ouest | « PA00111535 » | Inscrit        | 1974      | Église Saint-Martin                                            |
| Menhirs de la Plumaudière                                      | Montchauvet                                  | Champ du Houx           | 48° 56′ 17″ nord, 0° 42′ 20″ ouest | « PA00111557 » | Inscrit        | 1976      | Menhirs de la Plumaudière                                      |
| Château de Monts                                               | Monts-en-Bessin                              | Château de Monts        | à géolocaliser                     | « PA14000097 » | Inscrit        | 2010      | Château de Monts                                               |
| Prieuré du Plessis-Grimoult                                    | Le Plessis-Grimoult                          | L'Abbaye                | 48° 57′ 38″ nord, 0° 37′ 17″ ouest | « PA00111601 » | Inscrit Classé | 1928 1996 | Prieuré du Plessis-Grimoult                                    |
| Château de Pontécoulant                                        | Pontécoulant                                 |                         | 48° 53′ 47″ nord, 0° 35′ 23″ ouest | « PA00111618 » | Inscrit        | 1927      | Château de Pontécoulant                                        |
| Église Saint-Charles                                           | Saint-Charles-de-Percy                       |                         | 48° 55′ 29″ nord, 0° 47′ 19″ ouest | « PA00111660 » | Classé Inscrit | 1958 2006 | Église Saint-Charles                                           |
| Église Notre-Dame                                              | Sainte-Marie-Laumont                         |                         | 48° 55′ 16″ nord, 0° 53′ 59″ ouest | « PA00111696 » | Inscrit        | 1928      | Église Notre-Dame                                              |
| Croix de cimetière                                             | Sainte-Marie-Outre-l'Eau                     |                         | 48° 56′ 08″ nord, 1° 01′ 28″ ouest | « PA00111697 » | Inscrit        | 1932      | Croix de cimetière                                             |
| Croix du Mesnil-Sauvage                                        | Sainte-Marie-Outre-l'Eau                     |                         | 48° 55′ 52″ nord, 1° 00′ 20″ ouest | « PA00111698 » | Inscrit        | 1932      | Croix du Mesnil-Sauvage                                        |
| Dolmen de la Loge aux Sarrazins                                | Saint-Germain-de-Tallevende-la-Lande-Vaumont |                         | 48° 47′ 28″ nord, 0° 52′ 27″ ouest | « PA00111674 » | Classé         | 1934      | Dolmen de la Loge aux Sarrazins                                |
| Église Saint-Pierre                                            | Saint-Manvieu-Bocage                         |                         | 48° 49′ 34″ nord, 0° 58′ 39″ ouest | « PA00111690 » | Inscrit        | 1928      | Église Saint-Pierre                                            |
| Abbatiale Notre-Dame                                           | Saint-Sever-Calvados                         |                         | 48° 50′ 26″ nord, 1° 02′ 50″ ouest | « PA00111721 » | Classé         | 1881      | Abbatiale Notre-Dame                                           |
| Motte castrale                                                 | Saint-Sever-Calvados                         | Le Clos-Saint-Sever     | 48° 49′ 46″ nord, 1° 02′ 12″ ouest | « PA00111722 » | Classé         | 1983      | Motte castrale                                                 |
| Église Saint-Vigor                                             | Saint-Vigor-des-Mézerets                     |                         | 48° 54′ 30″ nord, 0° 38′ 29″ ouest | « PA00111724 » | Inscrit        | 1928      | Église Saint-Vigor                                             |
| Commanderie de Courval                                         | Vassy                                        | L'Hôpital               | 48° 52′ 10″ nord, 0° 38′ 28″ ouest | « PA00132948 » | Classé         | 1994      | Commanderie de Courval                                         |
| Portail du couvent de Blon                                     | Vaudry                                       | Blon                    | 48° 50′ 10″ nord, 0° 52′ 41″ ouest | « PA00111779 » | Inscrit        | 1986      | Portail du couvent de Blon                                     |
| Portail du cimetière (portail de l'ancien hôtel de ville)      | Vire                                         | Rue Morin Lavallée      | 48° 50′ 34″ nord, 0° 53′ 38″ ouest | « PA00111814 » | Inscrit        | 1987      | Portail du cimetière (portail de l'ancien hôtel de ville)      |
| Couvent des Ursulines                                          | Vire                                         | 4 rue Émile-Desvaux     | 48° 50′ 12″ nord, 0° 53′ 07″ ouest | « PA00111811 » | Inscrit        | 1975      | Couvent des Ursulines                                          |
| Donjon                                                         | Vire                                         |                         | 48° 50′ 08″ nord, 0° 53′ 31″ ouest | « PA00111812 » | Classé         | 1913      | Donjon                                                         |
| Église Notre-Dame                                              | Vire                                         |                         | 48° 50′ 15″ nord, 0° 53′ 30″ ouest | « PA00111813 » | Classé         | 1862      | Église Notre-Dame                                              |
| Hôtel-Dieu                                                     | Vire                                         | 4 place Sainte-Anne     | 48° 50′ 10″ nord, 0° 53′ 20″ ouest | « PA00111815 » | Inscrit        | 1975      | Hôtel-Dieu                                                     |
| Hôtel de ville                                                 | Vire                                         | 11 rue Deslongrais      | 48° 50′ 16″ nord, 0° 53′ 19″ ouest | « PA14000099 » | Inscrit        | 2010      | Hôtel de ville                                                 |
| Maison du 6 rue du Neufbourg à Vire (détruite)                 | Vire                                         | 6 rue du Neufbourg      | à géolocaliser                     | « PA00111817 » | Inscrit        | 1928      | Maison du 6 rue du Neufbourg à Vire (détruite)                 |
| Maisons des 34 et 36 rue Chaussée à Vire (détruites)           | Vire                                         | 34, 36 rue Chaussée     | à géolocaliser                     | « PA00111816 » | Inscrit        | 1932      | Maisons des 34 et 36 rue Chaussée à Vire (détruites)           |
| Porte Horloge                                                  | Vire                                         |                         | 48° 50′ 18″ nord, 0° 53′ 24″ ouest | « PA00111818 » | Classé         | 1886      | Porte Horloge                                                  |
| Statue de Castel                                               | Vire                                         | Place Castel            | 48° 50′ 19″ nord, 0° 53′ 34″ ouest | « PA14000072 » | Inscrit        | 2006      | Statue de Castel                                               |
| Tour aux Raines                                                | Vire                                         |                         | 48° 50′ 12″ nord, 0° 53′ 22″ ouest | « PA00111819 » | Inscrit        | 1951      | Tour aux Raines                                                |
| Tour Saint-Sauveur                                             | Vire                                         |                         | 48° 50′ 16″ nord, 0° 53′ 23″ ouest | « PA00111820 » | Inscrit        | 1951      | Tour Saint-Sauveur                                             |